# Pasieguito
Bernardino Pérez Elizarán (Hernani, 21 de maio de 1925 – Valência, 21 de outubro de 2002), mais conhecido como Pasieguito, foi um futebolista e treinador de futebol espanhol. Como treinador, o maior sucesso de Pasieguito foi vencer a Supercopa Europeia de 1980, com o Valência. Ele também venceu a Copa do Rei de 1978–1979 com o clube. Ele foi o treinador de maior sucesso na história do Sabadell; sob o comando de Pasieguito, o clube catalão terminou em quarto lugar na La Liga de 1968–69 e se classificou para a Taça das Cidades com Feiras de 1969-70, a única participação do clube em uma competição europeia. O time acabou por ser eliminado na primeira rodada da competição.